# Maxime Vachier-Lagrave
Maxime Vachier-Lagrave (Nogent-sur-Marne, Francia, el 21 de octubre de 1990), también conocido como MVL, es un Gran Maestro Internacional de ajedrez y uno de los mejores jugadores del mundo durante la última década , encontrándose situado en el Top 10 mundial de ELO mayoritariamente entre 2014 y la actualidad , habiendo alcanzado un pico de 2819 puntos de ELO, lo que lo convierte en el noveno jugador con mayor puntuación de la historia. 
Es uno de los más jóvenes grandes maestros de la historia al haber logrado el título de Gran Maestro con tan solo 14 años y 4 meses en el año 2005. Su ascenso fue meteórico, lo que hizo que en abril de 2009 alcanzara ya los 2703 puntos de ELO y el puesto 29° del mundo. 
En marzo de 2007, jugó en París una simultánea ante 8 tableros contra 32 jugadores universitarios franceses, 4 jugadores por tablero, en consulta, con el resultado de 7 victorias y 1 tablas.
El 25 de agosto de 2007, Vachier-Lagrave se proclamó por primera vez Campeón de Francia absoluto de ajedrez, tras ganar el desempate a Vladislav Tkachiev. Participaron 12 ajedrecistas, en formato de liga a una vuelta.
A partir de 2010 comenzó a dedicarse profesionalmente al ajedrez tras completar su grado en matemáticas.
Ese mismo año se coronó como campeón del Torneo Unive por encima de jugadores como Anish Giri o Alexei Shirov y se coronó como campeón de Europa de Blitz con un puntaje de 22/26. 
Esto le hizo ser invitado al prestigioso Torneo de ajedrez Tata Steel en 2011 , cuando acabó en 5ª posición quedando por debajo del campeón del mundo Viswanathan Anand, Magnus Carlsen, Vladímir Krámnik y el ganador Hikaru Nakamura. En 2011 también ganó por segunda vez el Campeonato de Francia de Ajedrez, título que revalidaría también en 2012, un buen año que le daría su segundo Campeonato de Europa de Ajedrez Blitz. 
En 2013, sumó el Torneo de Biel a su palmarés, que posteriormente revalidaría en 2014 y 2015, pero su mayor logro sería alcanzar la semifinal de la Copa del Mundo de la FIDE, cuando cayó ante el futuro campeón Vladímir Krámnik y habiendo eliminado a jugadores de la talla de Fabiano Caruana, Leinier Domínguez y Boris Gelfand. 
El año 2015 fue el de su consolidación en la súper élite de ajedrez y en top 10 mundial. Comenzó con un segundo puesto en el Torneo Tata Steel,   por debajo del campeón del mundo Magnus Carlsen, empatado posteriormente en el primer puesto del London Chess Classic con el propio Carlsen y Anish Giri y finalmente, un subcampeonato del mundo de Blitz  que acabaría ganando Alexander Grischuk. 
Comenzó el año siguiente de manera fulgurante con un aumento de ELO hasta que en julio superaría por primera vez la barrera de los 2800 puntos con su triunfo en el Torneo de Dortmund con un impecable 5,5/7 un punto y medio por encima de Fabiano Caruana y Vladímir Krámnik. Todo esto se cumplimentó con su 5° título en Biel que le llevó el 1 de agosto a su pico de 2816 puntos ELO. 
No pudo mantener ese nivel durante el resto de 2016 y su siguiente gran éxito llegó a finales de 2017 cuando se impuso en la Sinquefield Cup  encima de Magnus Carlsen al que batió en su duelo particular, lo que le permitió acabar segundo en el cómputo global del Grand Chess Tour 2017 Archivado el 12 de enero de 2020 en Wayback Machine.
Repetiría su segundo puesto en el Grand Chess Tour 2018 Archivado el 1 de enero de 2022 en Wayback Machine. tras finalizar segundo en Saint Louis Rapid and Blitz  y el London Classic  . Acabaría ganando ese año el torneo Shenzen Masters. 
Vachier Lagrave vivió un 2019 repleto de decepciones. Acabó tercero en el Grand Prix de la FIDE 2019 (los dos primeros clasifican al Torneo de Candidatos) y perdió las semifinales ante Teimour Radjabov  de la Copa del Mundo de 2019 , impidiéndole también esto clasificar a la final y por consiguiente al Torneo de Candidatos 2020. Acabaría tercero en la Copa del Mundo tras vencer a Yu Yangyi. Acabaría el año venciendo en el Torneo del Grand Chess Tour de París. 
Sin embargo, su sonada ausencia en los Torneos de Candidatos finalizó de manera inesperada. Teimour Radjabov, el jugador que lo había eliminado en la Copa del Mundo, renunció a jugar el Torneo en marzo de 2020 debido a la pandemia del COVID-19, esto le dio la oportunidad a Vachier-Lagrave de disputar el torneo. Completó una gran primera vuelta ese 2020  acabando en primer lugar junto al ruso Ian Nepomniachtchi con un total de 4,5 puntos de 7 hasta que se interrumpió el Torneo por los efectos del COVID-19. Terminó su 2020 jugando numerosos torneos en Internet de ajedrez. 
El año 2021 no comenzó bien para el jugador francés, quien obtuvo una mala posición en el Torneo Tata Steel 2021 , lo que demostraba que su forma no era lo suficientemente buena como para llevarse el primer puesto del Torneo de Candidatos, que se reanudaría en abril de 2021. Acabaría en segunda posición   por debajo de Ian Nepomniachtchi. No obstante, acabaría el año de la mejor manera posible, coronándose como campeón del mundo de ajedrez blitz en el desempate ante Jan-Krzysztof Duda.

## Palmarés
- Campeón de Francia de menos de 20 años, con la edad de 14 años.
- 2002: Vicecampeón del mundo menores de 14 años.
- 2005: Vicecampeón del mundo menores de 16 años.
- 2005: 3.º en el campeonato de Francia ajedrez.
- 2006: 6.º en el torneo Aeroflot de Moscú.
- 2006: Victoria final, en la 7.º Torneo de jóvenes maestros de Lausana que reúne a los mejores jóvenes jugadores mundiales.
- 2007: 2.º en el torneo B del Torneo Corus de ajedrez.
- 2007: Campeón absoluto de Francia de ajedrez.
- 2009: Campeón Mundial Juvenil Sub-20 de ajedrez.
- 2010: Campeón Torneo Univer y Campeón del Campeonato de Europa de Ajedrez Blitz.
- 2011: Campeón absoluto de Francia de ajedrez.
- 2012: Campeón de Europa de Ajedrez Blitz.
- 2013: Campeón del Torneo de Ajedrez de Biel
- 2014: Campeón del Torneo de Ajedrez de Biel
- 2015: Campeón del Torneo de Ajedrez de Biel y Ganador del London Chess Classic
- 2016: Campeón del Torneo de Ajedrez de Biel y Ganador del Torneo de Ajedrez de Dortmund.
- 2017: Ganador de la Sinqufield Cup
- 2018: Ganador del Shenzen Masters
- 2019: Ganador del Grand Chess Tour de París
- 2021: Campeón mundial de ajedrez blitz.